# Jovateny
Jovateny és una masia de l'Esquirol (Osona) inclosa a l'Inventari del Patrimoni Arquitectònic de Catalunya.

## Descripció
Masia de planta rectangular coberta a dues vessants amb el carener paral·lel a la façana orientada a ponent. Presenta un portal adovellat amb una finestra conopial a nivell del primer pis. Aquesta finestra té uns interessants relleus sota els arcs còncaus on s'hi endevinen un rostres humans com sols. Davant del portal s'hi forma una lliça voltada de dependències agrícoles, construïdes recentment. A migdia i a nivell del primer pis s'hi obren unes galeries. És construïda amb pedra i totxo i arrebossada al damunt. L'element més interessant del mas el constitueixen el finestral i el portal adovellat.

## Història
Antic mas tradicionalment del nucli de Sant Martí Sescorts. No la trobem registrada en el fogatge del segle xvi i les notícies més antigues que tenim ens la dona la mateixa construcció que duu les dates de 1645 i 1713. Actualment el mas és habitat per uns masovers i n'és propietària una cooperativa anomenada Agropecuària Jovanteny.